# Rắn ăn trứng Đông Phi
Dasypeltis medici là một loài rắn trong họ Rắn nước. Loài này được Bianconi mô tả khoa học đầu tiên năm 1859.